# Услуга
Услу́га — комплекс действий, произведенный исполнителем услуги по заказу покупателя (потребителя услуги), имеющий целью удовлетворение потребности покупателя (потребителя услуги).

## Определения
Услуга характеризуется неосязаемостью, несохраняемостью, непостоянством качества и неотделимостью от источника. Услуга может восприниматься как:
- Услуга — результат (как правило, нематериальный), по меньшей мере, одного действия, осуществлённого при взаимодействии поставщика и потребителя[2].
- Услуга — действия, направленные непосредственно на потребителя.
- Услуга — действие или деятельность, совершённые одним лицом (физическим или юридическим) в интересах другого лица.
- Услуга — блага, предоставляемые в форме деятельности.
- Услуга — кратковременное пользование материальным благом без права бессрочного владения им (аренда).
- Услуга — изменение свойств объектов без изменения их принадлежности лицу.
- Услуга — деятельность по производству продукта (материального или нематериального), осуществляемая по заказу клиента (потребителя), совместно с клиентом и за клиента, с передачей продукта клиенту с целью обмена.

## Процесс оказания услуги
Услуга включает в себя совместное с клиентом:
- проектирование продукта и процесса его создания (согласование заказа),
- создание (производство) продукта (исполнение заказа) и
- оценку (приёмку) продукта.

## Виды услуг
Предоставление (оказание) услуги может включать в себя следующие виды деятельности:
- деятельность, осуществлённую на поставленной потребителем материальной продукции (например, ремонт неисправного автомобиля);
- деятельность, осуществлённую на поставленной потребителем нематериальной продукции (например, составление заявления о доходах, необходимого для определения размера налога);
- предоставление нематериальной продукции (например, информации в смысле передачи знаний);
- создание благоприятных условий для потребителей (например, в гостиницах и ресторанах).

Услуги, оказываемые населению, по назначению подразделяются на материальные и социально-культурные:
- Материальная услуга — услуга по удовлетворению материально-бытовых потребностей потребителя услуг. Обеспечивает восстановление (изменение, сохранение) потребительских свойств изделий или изготовление новых изделий по заказам граждан, а также перемещение грузов и людей, создание условий для потребления. В частности, к материальным услугам могут быть отнесены бытовые услуги, связанные с ремонтом и изготовлением изделий, жилищно-коммунальные услуги, услуги общественного питания, услуги транспорта и т. д.
- Социально-культурная услуга (нематериальная услуга) — услуга по удовлетворению духовных, интеллектуальных потребностей и поддержание нормальной жизнедеятельности потребителя. Обеспечивает поддержание и восстановление здоровья, духовное и физическое развитие личности, повышение профессионального мастерства. Согласно законопроекту номер 105337-8 и поправкам, внесенным под давлением общественного мнения и по решению ГД РФ и СФ РФ 29 июня 2022 года в соответствующие ФЗ, социально-культурным услугам не могут быть отнесены медицинская помощь и обязательный образовательный процесс.[источник не указан 1444 дня]

Услуги могут быть: частные или коммерческие, добровольные или вынужденные, платные или бесплатные, мгновенные или длительные, взаимные и анонимные, государственные и т. д.
Обобщающей категорией, которая включает в себя все виды коммерческих и некоммерческих услуг и составляет часть экономики, является сфера услуг.

## Особенности сферы услуг в Российской Федерации
В Российской Федерации оказание услуг регламентируется Гражданским кодексом, федеральным законом «О защите прав потребителей» и др. Процесс оказания и качество услуг в России регулируется «Законом о защите прав потребителей Российской Федерации». В Российской Федерации понятие услуги было определено в статье 2 федерального закона «О государственном регулировании внешнеторговой деятельности» от 13.10.1995 N 157-ФЗ:
Услуги — предпринимательская деятельность, направленная на удовлетворение потребностей других лиц, за исключением деятельности, осуществляемой на основе трудовых правоотношений.
Исходя из вышесказанного, например, услугами не является деятельность сотрудника организации по отношению к самой организации, так как их взаимоотношения регламентированы трудовым договором, должностной инструкцией и прочими документами.
В 2004 году 157-ФЗ утратил силу в связи с принятием Федерального закона «Об основах государственного регулирования внешнеторговой деятельности» от 08.12.2003 N 164-ФЗ. В новом законе определения понятия услуги не даётся."Налоговый кодекс РФ" вводит понятие услуги для целей налогообложения:
Услугой для целей налогообложения признаётся деятельность, результаты которой не имеют материального выражения, реализуются и потребляются в процессе осуществления этой деятельности.

## Примеры услуг
- Риэлторские услуги — услуги риэлтора, агента по недвижимости, направленные на удовлетворение потребностей клиента при совершении операций по распоряжению объектами недвижимости, а также создание у клиента при осуществлении операций с объектами недвижимости дополнительной выгоды (дополнительного дохода или дополнительного увеличения стоимости недвижимости как в краткосрочном, так и долгосрочном периоде), получение которой было бы невозможно без участия риэлтора (агента по недвижимости) и использования им специальных профессиональных инструментов и навыков. При этом эффективность работы риэлтора (агента по недвижимости) оценивается величиной полученной клиентом выгоды, а его вознаграждение составляет лишь её часть[8].
- Юридические услуги — услуги юриста и адвоката во многих случаях являются жизненно важными, поэтому выбирать исполнителей для их предоставления следует с особой серьёзностью и ответственностью. Основные направления услуги юриста и адвоката:
  - Комплексное юридическое обслуживание организаций различных форм собственности;
  - Арбитраж — представление интересов организаций в арбитражных судах;
  - Представление интересов компаний в судах различной инстанции;
  - Профессиональное юридическое сопровождение сделок и договоров организаций;
  - Услуги юридическим лицам, связанные с банкротством предприятий;
  - Услуги профессиональных юристов по возврату и взысканию долгов;
  - Представление интересов организаций при возникновении налоговых споров;
  - Процессы, связанные с оформлением наследства;
  - Услуги профессионального юриста при возникновении дорожно-транспортных происшествий (Юридическая помощь в ДТП);
  - Услуги юриста и адвоката при возникновении жилищных споров;
  - Услуги семейного адвоката;
  - Предоставление услуг юриста и адвоката по уголовным делам;
  - Обеспечение защиты прав потребителей.
- Бухгалтерские услуги необходимы как вновь открывшимся фирмам, так и уже действующим структурам, которым требуется наладить бухгалтерскую службу или проконтролировать работу штатного бухгалтера. Бухгалтерские услуги актуальны и в случае расширения бизнеса, так как в компании появляются новые работники, пересматриваются зарплаты и возникают сопутствующие расходы. Профессиональные бухгалтерские услуги являются фундаментом успешной коммерческой деятельности, обеспечивающим процветание бизнеса благодаря четкому контролю всех финансовых средств компании.
- Услуги по оказанию психологической помощи.
- IT-услуги (Ай-Ти услуги, ИТ-услуги; в том числе ИТ-консалтинг) — услуги, связанные с оказанием помощи в освоении компьютерной грамотности пользователей, обучению их новым программным продуктам. Так же в перечень услуг входят и услуги по установке, обновлению и сопровождению программных продуктов и компьютерной техники.
- Информационные услуги и др.